# Товарен модул Андрюс
Товарен модул Андрюс (на английски: Andrews Cargo Module) е проект за непилотиран снабдителен кораб до Международната космическа станция (МКС), разработван от компанията Андрюс Спейс. Компанията е предложила на НАСА този кораб да бъде използван за орбитален транспорт с търговски цели. Предложението е отхвърлено за сметка на SpaceX Dragon и Orbital Sciences Cygnus.
Корабът се състои от обслужващ модул, херметизиран товарен модул или разхерметизиран, и от модул за обратно връщане.

## Външни прептарки
- ((en)) Официална страница на Андрюс Спейс.